# Licenças Creative Commons
As licenças Creative Commons são várias licenças públicas que permitem a distribuição gratuita de uma obra protegida por direitos autorais.
Uma licença Creative Commons é usada quando um autor quer dar às pessoas o direito de compartilhar, usar e construir sobre um trabalho que ele criou. Creative Commons proporciona uma flexibilidade autoral (por exemplo, eles podem optar por permitir apenas usos não comerciais de seu próprio trabalho) e protege as pessoas que usam ou redistribuem o trabalho de um autor de preocupações de violação de direitos autorais, desde que respeitem as condições que são especificados na licença pelo qual o autor distribui o trabalho.

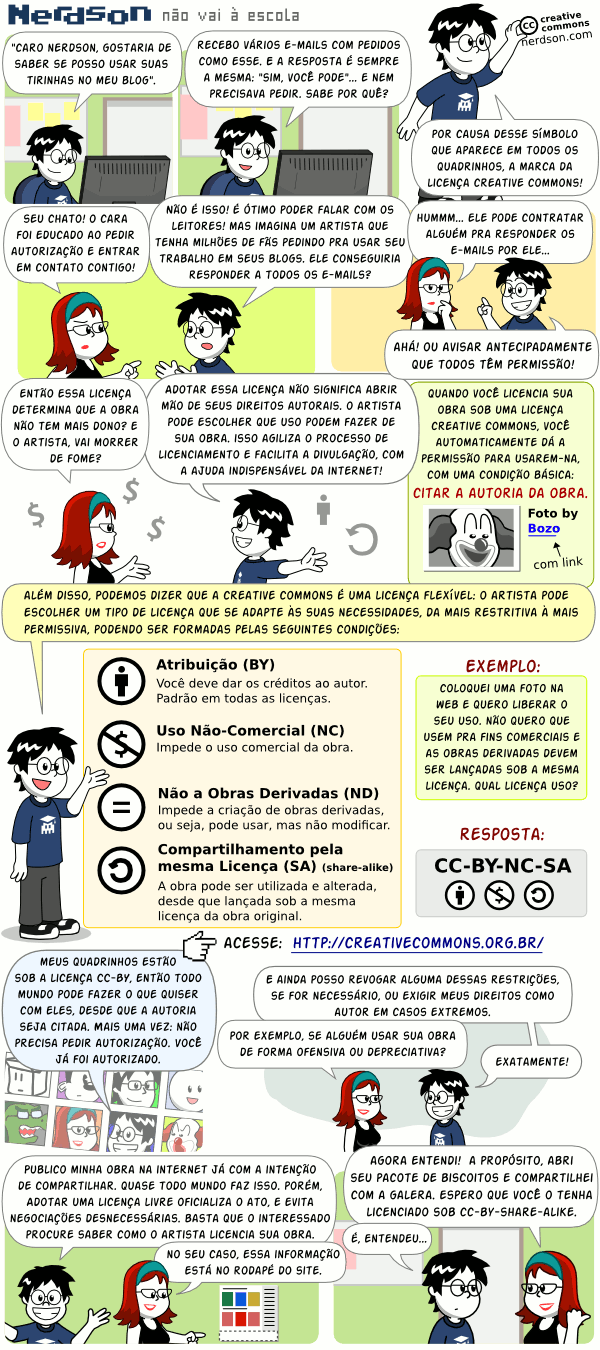
Tira sobre as Licenças Creative Commons.

Existem vários tipos de licenças Creative Commons. As licenças diferem por várias combinações que condicionam os termos de distribuição. Eles foram inicialmente lançados em 16 de dezembro de 2002 pela Creative Commons, organização sem fins lucrativos fundada em 2001. Também houve cinco versões do conjunto de licenças, numeradas 1.0 até 4.0, lançada em julho de 2017.
Em outubro de 2014, a Open Knowledge Foundation aprovou as licenças CC BY, CC BY-SA e CC0 como conformante com a "Open Definition" para conteúdo e dados.
As licenças Creative Commons estão disponíveis atualmente em 43 diferentes jurisdições pelo mundo, com mais de dezenove outras sob desenvolvimento. Licenças para jurisdições fora dos Estados Unidos estão sob a tutela da Creative Commons International.

## Tipos de licenças
| Símbolo               | Nome                  | Descrição |
| --------------------- | --------------------- | --- |
| Atribuição            | Atribuição (BY)       | Os licenciados têm o direito de copiar, distribuir, exibir e executar a obra e fazer trabalhos derivados dela, conquanto que deem créditos devidos ao autor ou licenciador, na maneira especificada por estes. |
| CompartilhaIgual (SA) | CompartilhaIgual (SA) | Os licenciados devem distribuir obras derivadas somente sob uma licença idêntica à que governa a obra original.                                                                                                |
| NãoComercial          | NãoComercial (NC)     | Os licenciados podem copiar, distribuir, exibir e executar a obra e fazer trabalhos derivados dela, desde que sejam para fins não-comerciais                                                                   |
| SemDerivações         | SemDerivações (ND)    | Os licenciados podem copiar, distribuir, exibir e executar apenas cópias exatas da obra, não podendo criar derivações da mesma.                                                                                |

As duas últimas cláusulas não são licenças de conteúdo livre, de acordo com definições como DFSG ou os padrões da Free Software Foundation e não podem ser usadas em contextos que exijam essas liberdades, como a Wikipédia. Para o software, o Creative Commons inclui três licenças livres criadas por outras instituições: a Licença BSD, a GNU General Public License.
Há dezesseis combinações possíveis, das quais onze são licenças válidas do CC e cinco não são. Das cinco inválidas, quatro incluem ao mesmo tempo as cláusulas "nd" e "sa", que são mutuamente exclusivas; e uma não inclui nenhuma das cláusulas. Das onze combinações válidas, as cinco que não têm a cláusula "by" foram removidas, já que 98% dos licenciadores pediam Atribuição. No entanto, elas permanecem no website para referência,  embora permaneçam disponíveis para referência no site. Isso deixa seis licenças usadas regularmente + a CC0, que define a renúncia de direitos, tornando-se domínio público.

### Licenças usadas regularmente
Há sete grandes licenças da Creative Commons:
| Símbolo          | Descrição                                    | Sigla    | Cultura do remix | Permissão de uso comercial | Definição de Obras Culturais Livres | Open Definition |
| ---------------- | -------------------------------------------- | -------- | ---------------- | -------------------------- | ----------------------------------- | --------------- |
| CC0 icon         | Libera conteúdo globalmente sem restrições   | CC0      | Sim              | Sim                        | Sim                                 | Sim             |
| CC-BY icon       | Atribuição                                   | BY       | Sim              | Sim                        | Sim                                 | Sim             |
| CC-BY-SA icon    | Atribuição + CompartilhaIgual                | BY-SA    | Sim              | Sim                        | Sim                                 | Sim             |
| CC-by-NC icon    | Atribuição + NãoComercial                    | BY-NC    | Sim              | Não                        | Não                                 | Não             |
| CC-BY-ND icon    | Atribuição + SemDerivações                   | BY-ND    | Não              | Sim                        | Não                                 | Não             |
| CC-BY-NC-SA icon | Atribuição + NãoComercial + CompartilhaIgual | BY-NC-SA | Sim              | Não                        | Não                                 | Não             |
| CC-BY-NC-ND icon | Atribuição + NãoComercial + SemDerivações    | BY-NC-ND | Não              | Não                        | Não                                 | Não             |

Como exemplo, a licença de Atribuição do Creative Commons (BY) permite compartilhamento e remix (trabalhos derivativos), mesmo para uso comercial, desde que seja dada a atribuição.

## Atribuição
Atualmente todas as licenças requerem que se atribua o "autor original". Deve-se dar a atribuição da "melhor maneira possível, usando a informação disponível". Comumente isso implica:
- Incluir quaisquer avisos de direitos autorais (se aplicável).  Se o próprio trabalho contém qualquer aviso de copyright lá colocado pelo detentor, deve-se deixá-lo intacto, ou reproduzi-lo de modo satisfatório à mídia de republicação da obra.
- Cite o nome, pseudônimo ou user ID do autor, etc. Se se publica a obra na internet, é recomendável colocar o link do nome para uma página de perfil, caso exista alguma.
- Cite o título ou nome da obra, caso haja algum. Se o trabalho é publicado na internet, recomenda-se um link direto para a obra original.
- Cite sob qual licença Creative Commons a obra se encontra. Se é uma publicação na internet, é bom que o link da citação conduza à página da licença no website da CC.
- Mencione se a obra é derivada ou adaptada, além disso, precisa-se deixar claro que um trabalho é derivativo, e.g, "Essa é uma tradução para o português de [nome da obra original], de [autor]." ou “Roteiro baseado em [obra original], de [autor].”

## Licenças genéricas
Ao olhar para um documento de trabalho licenciado em Creative Commons ou particular, pode referir-se a licenças portadas (ported) ou a tampa (unported ou genérica). Isso se refere ao código legal subjacente. O verbo "portar" aplica-se a adaptação dos dados para atender a uma jurisdição/ou território, ambiente tecnológico ou política particular.
As licenças não portadas são licenças que não estão associados a qualquer jurisdição específica (por exemplo, país). Eles não mencionam a lei de qualquer jurisdição particular. As versões não portadas não são escritas de acordo com os tratados internacionais de direitos autorais e, portanto, teoricamente compatíveis com as leis de direitos autorais em vários países. Devido às diferenças sutis em ambos os sistemas legais e como vários países interpretam os tratados internacionais sobre direitos autorais, a versão portada pode incluir ou excluir cláusulas que são ou não juridicamente vinculativas ou legalmente sem sentido em uma jurisdição específica - e portanto, alguns aspectos da licença não podem ser perfeitamente alinhados com as leis de uma jurisdição particular.

## Domínio público
Há duas licenças Creative Commons no domínio público, ou seja, para que os trabalhos podem ser redistribuídos e manipulados completamente livremente e sem restrições, se comercialmente ou não comercialmente.
| Dedicação ao Domínio Público | Dedicação ao Domínio Público (CC0) | O autor deste trabalho renunciou seus direitos autorais, tornando-a como domínio público, para que os destinatários possam usar o trabalho livremente para qualquer finalidade sem pedir a permissão do autor de tal obra. |
| Marca de Domínio Público     | Marca de Domínio Público           | Mais do que uma licença é uma marca, que destaca o trabalho já em domínio público e que o destinatário pode usar o trabalho livremente para qualquer finalidade sem pedir a permissão do autor de tal obra.                |

## Licenças removidas
Devido ao desuso ou a críticas, algumas licenças CC previamente oferecidas agora foram removidas, e não são mais recomendadas para novas obras. As licenças removidas não proviam o elemento "Atribuição" (BY).
| Sampling                                   | Sampling (Sampling)                        | Partes da obra podem ser usadas para qualquer propósito exceto propaganda, mas a obra em sua totalidade não pode ser copiada ou modificada                                                                                     | Aposentada em 4 junho de 2007, ao pé da letra não permite troca não-comercial, além de ser uma licença pouco solicitada.                             |
| Sampling plus                              | Sampling plus (Sampling+)                  | Partes da obra podem ser usadas para qualquer propósito exceto propaganda, só pode ser usada para fins não comerciais. | Retirada em 12 de setembro de 2011, incompatível com qualquer licença Creative Commons.                                                              |
| DevNations                                 | Países em Desenvolvimento (DevNations)     | O autor desse trabalho pode copiar, distribuir e transmitir o trabalho apenas em países em desenvolvimento, uma licença para que só aplica a países assim taxados pelo Banco Mundial. O autor deve ser atribuído corretamente. | Aposentada em 4 junho de 2007, uma vez que não permitem o compartilhamento em todo o mundo da mesma forma, além de ser uma licença pouco solicitada. |
| Public Domain Dedication and Certification | Public Domain Dedication and Certification | O trabalho com esta licença foi identificado no domínio público, para que qualquer pessoa pode usar esta obra para qualquer fim, sem restrições.                                                                               | Aposentada em 11 de outubro de 2010, e substituída por duas licenças: Dedicação ao Domínio Público (CC0) e Marca de Domínio Público.                 |

## Obras protegidas
Obras sob licença CC são protegidas pelas leis aplicáveis de copyright. Isso permite que as licenças Creative Commons sejam aplicadas a todo e qualquer trabalho protegido por lei de direito autoral, tais como: livros, peças, filmes, músicas, artigos, fotografias, blogs e websites.
Entretanto, a licença não deve modificar os direitos do fair use ou fair dealing ou exercer restrições que violem as exceções dos direitos autorais. Além disso, as licenças Creative Commons são não-exclusivas e irrevogáveis. Qualquer obra ou cópias da obra obtidos sob uma licença Creative Commons deve continuar a ser usado sob essa licença.
No caso de obras protegidas por múltiplas licenças Creative Commons, o usuário pode optar por qualquer uma.

## Lista dos projectos que liberam conteúdo sob licenças Creative Commons
- Internet Archive (Várias)
- Anatomography (CC BY-SA)
- Association for Progressive Communications (CC BY-SA)
- ccMixter (mostly CC BY-NC)
- Citizendium (CC BY-SA)
- The Freesound Project (CC0, CC BY, CC BY-NC e Sampling Plus)
- Free Music Archive (Várias)
- Identi.ca (CC BY)
- Jamendo (Várias)
- Khan Academy (CC BY-NC-SA)
- knol (mostly, CC BY-SA ou CC BY-NC-SA)
- Mushroom Observer (CC BY-SA ou CC BY-NC-SA)
- OpenCourseWare (CC BY-NC-SA)
- Open Game Art (CC BY e -SA 3.0 sem NC, CC0)
- The Saylor Foundation (CC BY)
- Stack Overflow (CC BY-SA)
- Wikia (CC BY-SA, desde junho de 2009)
- Wikidata (CC0)
- Wikinews (CC BY)
- Wikipedia (CC BY-SA, desde junho de 2009)
- Wikitravel (CC BY-SA)
- xkcd (CC BY-NC)
- Cultura Livre, livro de Lawrence Lessig (CC-BY-NC)
- Fotos Públicas (fotojornalismo)
- Gamas de Cinza- Galeria Fotografia Preto e Branco
- Usina da Foto- Galeria de Imagens